# Georg Wildbolz
Georg Wildbolz (* 12. September 1893 in Bern; † 1. Januar 1967 in Bern) war ein Schweizer Unternehmer.

## Leben und Wirken
Georg Wildbolz war der Sohn des Karl Ludwig Friedrich Eduard Wildbolz und der Cäcilia Antoinette Margaretha Marcuard. Er wuchs in Bern auf und zog später nach Wien. Dort war er Generaldirektor der Wiener Schuhfabrik Bally. Seit 1934 war er verheiratet mit Elisabeth Katharina Franziska Theodora Maria von Bourcy und hatte drei Söhne. Am 2. April 1964 gründete er den Verein Schweizer Freunde der SOS-Kinderdörfer. 
Georg Wildbolz war der Vater des Schauspielers Klaus Wildbolz.